# Byrum
Byrum es un poblado en la isla de Læsø, en el norte de Dinamarca. Con 451 habitantes en 2012, es la mayor localidad de la isla, así como la capital del municipio de Læsø.
Byrum es la única zona urbana del interior de la isla, en el centro-sur de la misma, a 12 km de Østerby Havn y a 6,5 km de Vesterø Havn. En Byrum se encuentra el ayuntamiento, la escuela, la biblioteca y el aeropuerto de Læsø. También está el mayor supermercado de la isla, una sala de cine, una casa de cultura, hotel y restaurantes.
Los principales monumentos son la iglesia del siglo XIII y la torre de agua de 17 m de altura, edificada en 1927.